# گاوآهوتباران
گاوآهوتباران (نام علمی: Boselaphini) نام یک تبار از تیره گاوان است.